# العلاقات الفنزويلية الكازاخستانية
العلاقات الفنزويلية الكازاخستانية هي العلاقات الثنائية التي تجمع بين فنزويلا وكازاخستان.

## مقارنة بين البلدين
هذه مقارنة عامة ومرجعية للدولتين:
| وجه المقارنة                                              | فنزويلا                                  | كازاخستان                      |
| --------------------------------------------------------- | ---------------------------------------- | ------------------------------ |
| المساحة (كم2)                                             | 916.45 ألف                               | 2.72 مليون                     |
| عدد السكان (نسمة)                                         | 28.87 مليون                              | 17.95 مليون                    |
| الكثافة السكانية (ن./كم²)                                 | 31.5                                     | 6.6                            |
| العاصمة                                                   | كاراكاس                                  | نور سلطان                      |
| اللغة الرسمية                                             | اللغة الإسبانية، لغة الإشارة الفنزويلية ‏ | اللغة القازاقية، اللغة الروسية |
| العملة                                                    | بوليفار فنزويلي                          | تينغ كازاخستاني                |
| الناتج المحلي الإجمالي (بليون دولار)                      | 482.36 مليار                             | 159.41 مليار                   |
| الناتج المحلي الإجمالي (تعادل القوة الشرائية) بليون دولار |                                          | 439.39 مليار                   |
| الناتج المحلي الإجمالي الاسمي للفرد دولار أمريكي          |                                          | 10.51 ألف                      |
| الناتج المحلي الإجمالي للفرد دولار أمريكي                 |                                          | 24.23 ألف                      |
| مؤشر التنمية البشرية                                      | 0.762                                    | 0.788                          |
| رمز المكالمات الدولي                                      | +58                                      | +7                             |
| رمز الإنترنت                                              | .ve                                      | .kz، .қаз ‏                     |
| المنطقة الزمنية                                           | 00                                       | ت ع م+05:00، ت ع م+06:00       |

## منظمات دولية مشتركة
يشترك البلدان في عضوية مجموعة من المنظمات الدولية، منها:
| علم المنظمة | اسم المنظمة                        | تاريخ انضمام فنزويلا | تاريخ انضمام كازاخستان |
| ----------- | ---------------------------------- | -------------------- | ---------------------- |
|             | الاتحاد البريدي العالمي            | ?                    | ?                      |
|             | يونسكو                             | 25 نوفمبر 1946       | 22 مايو 1992           |
|             | البنك الدولي للإنشاء والتعمير      | 30 ديسمبر 1946       | 23 يوليو 1992          |
|             | وكالة ضمان الاستثمار متعدد الأطراف | 9 مايو 1994          | 12 أغسطس 1993          |
|             | الاتحاد الدولي للاتصالات           | 13 أغسطس 1920        | 23 فبراير 1993         |
|             | مؤسسة التمويل الدولية              | 28 ديسمبر 1956       | 30 سبتمبر 1993         |
|             | منظمة الشرطة الجنائية الدولية      | ?                    | ?                      |
|             | الأمم المتحدة                      | 15 نوفمبر 1945       | 2 مارس 1992            |
|             | منظمة حظر الأسلحة الكيميائية       | ?                    | ?                      |

## وصلات خارجية
- موقع وزارة الخارجية الفنزويلية
- موقع وزارة الخارجية الكازاخستانية